# Франц Йозеф Ніденцу
Франц Йозеф Ніденцу (нім. Franz Josef Niedenzu или нім. Franz Niedenzu, 29 листопада 1857 — 30 вересня 1937) — німецький ботанік, натураліст та математик.

## Біографія
Франц Йозеф Ніденцу народився 29 листопада 1857 року.
Більшу частину своєї кар'єри Ніденцу був професором, а потім ректором Lyceum Hosianum у Браунсберзі, Східна Пруссія (нині Бранево, Польща), де він також заснував ботанічний сад.
Більша частина роботи Франца Йозефа Ніденцу була зосереджена на родині рослин Мальпігієві. Він зробив значний внесок у ботаніку, описавши багато видів насіннєвих рослин.
Франц Йозеф Ніденцу помер 30 вересня 1937 року в Браунсберге.

## Наукова діяльність
Франц Йозеф Ніденцу спеціалізувався на насіннєвих рослинах.